# David Fane
David Rodney Fane (28 de diciembre de 1966) es un actor neozelandés de ascendencia samoana.

## Primeros años y educación
Fane se educó en St. Paul's College en Gray Lynn. Es de ascendencia samoana.

## Carrera
Fane comenzó a actuar bastante tarde y se formó en la Escuela de Drama de Nueva Zelanda Toi Whakaari, donde se graduó con un Diploma en Actuación en 1992, que ascendió a Licenciatura en Artes Escénicas (Actuación) en 2003.
Apareció por primera vez en televisión en un programa de comedia llamado SKITZ junto a los futuros Naked Samoans Oscar Kightley y Robbie Magasiva. Luego hizo la comedia derivada The Semisis, en la que interpretó al padre y al ministro. En 2004 actuó en una obra escrita por Oscar Kightley y Dave Andrews llamada Niu Sila. La obra ganó el premio Chapman Tripp Theatre a la mejor obra de teatro del año en Nueva Zelanda. Fane fue miembro fundador de Naked Samoans. Tuvo un papel protagónico en Sione's Wedding. Otros papeles incluyen papeles en The Tattooist, Bro'Town, Outrageous Fortune y el papel principal en Diplomatic Immunity.
Fane es presentador de la serie de TV2 Island Wars y presentador matutino de la estación de radio de Nueva Zelanda Flava 95.8 durante 10 años.
En 2016, Fane recibió el premio Artista Emergente del Pacífico con Oscar Kightley en los Premios Creative New Zealand Arts Pasifka. En los Honores de Año Nuevo de 2023, Fane fue nombrado Oficial de la Orden del Mérito de Nueva Zelanda, por sus servicios a las artes escénicas.

## Controversia
En 2010, en la inauguración de Radio Roast Fane traspasó los límites de la comedia de insultos al criticar a los ejecutivos de publicidad frente a una audiencia de celebridades. Dijo que "Hitler tenía derecho", que las personas que vivían con el VIH merecían ser "asadas" y que "los judíos eran prescindibles". Los medios de comunicación, sacando el incidente de contexto, sugirieron que se trataba de una salida de borracho cuando en realidad estaba en consonancia con el tema de la noche, una comedia atrevida. Roast y Fane recibieron instrucciones explícitas sobre qué línea tomar. Fane se disculpó abyectamente ante la Fundación contra el SIDA de Nueva Zelanda (NZAF) y el Consejo Judío de Nueva Zelanda. Ambas organizaciones aceptaron sus disculpas en nombre de sus comunidades.

## Filmografía

### Películas
| Año  | Título                         | Papel               |
| ---- | ------------------------------ | ------------------- |
| 2002 | Tongan Ninja                   | Herman the Henchman |
| 2003 | The Legend of Johnny Lingo     | Kata                |
| 2006 | Sione's Wedding                | Bolo/Paul           |
| 2007 | Eagle vs Shark                 | Eric Elisi          |
| 2011 | Love Birds                     | Kanga               |
| 2012 | Sione's 2: Unfinished Business | Bolo/Paul           |
| 2013 | Edwin: My Life as a Koont      | Harold              |
| 2023 | Next Goal Wins                 |                     |

### Televisión
| Año       | Título               | Papel                                                                                                 |
| --------- | -------------------- | --- |
| 1993–97   | SKITZ                | Varios                                                                                                |
| 1996      | Telly Laughs         | Varos                                                                                                 |
| 1998      | The Semisis          | Papá                                                                                                  |
| 1999      | Target               | Theo                                                                                                  |
| 2002–2003 | The Strip            | Jack Sione                                                                                            |
| 2004–2009 | Bro'Town             | Jeff da Maori / Rodney McCorkenstein-Taifule 'Mack'/ Pepelo Pepelo / Agnes Tapili / Voces adicionales |
| 2005      | The Market           | Tu'u Lima                                                                                             |
| 2005–2010 | Outrageous Fortune   | Falani                                                                                                |
| 2009      | Diplomatic Immunity  | Jonah Fa'auigaese                                                                                     |
| 2010      | Radiradirah          | Varios                                                                                                |
| 2022      | Our Flag Means Death | Fang                                                                                                  |

### Videojuegos
| Año  | Título     | Papel     | Notas |
| ---- | ---------- | --------- | ----- |
| 2023 | Hi-Fi Rush | Roquefort | [ 9 ] |